# Green Lake megye
Green Lake megye az Amerikai Egyesült Államokban, azon belül Wisconsin államban található. Megyeszékhelye Green Lake, legnagyobb városa Berlin. Lakosainak száma 19 018 fő (2020. április 1.). Green Lake megye Waushara, Fond du Lac, Winnebago, Dodge, Columbia és Marquette megyékkel határos.

## Népesség
A megye népességének változása:
| Lakosok száma | 19 031 | 19 093 | 19 071 | 18 959 | 18 856 | 19 018 |
|               | 2010   | 2011   | 2012   | 2013   | 2015   | 2020   |